# Euhesma
Euhesma is een geslacht van vliesvleugelige insecten uit de familie Colletidae.

## Soorten
- E. acantha Exley, 2004
- E. alicia (Exley, 1998)
- E. altitudinis (Cockerell, 1914)
- E. allunga Exley, 2001
- E. anthracocephala (Cockerell, 1914)
- E. atra (Exley, 1998)
- E. aurata (Exley, 1998)
- E. aureophila (Houston, 1992)
- E. australis (Michener, 1965)
- E. balladonia (Exley, 1998)
- E. banksia Exley, 2001
- E. bronzus Exley, 2001
- E. catanii (Rayment, 1949)
- E. collaris Exley, 2004
- E. coppinensis (Exley, 1998)
- E. crabronica (Cockerell, 1914)
- E. cuneifolia (Exley, 1998)
- E. dolichocephala (Rayment, 1953)
- E. dongara Exley, 2001
- E. endeavouricola (Strand, 1921)
- E. evansi Exley, 2002
- E. fasciatella (Cockerell, 1907)
- E. filicis (Cockerell, 1926)
- E. flavocuneata (Cockerell, 1915)
- E. goodeniae (Cockerell, 1926)
- E. granitica (Exley, 1998)
- E. halictina (Cockerell, 1920)
- E. hemichlora (Cockerell, 1914)
- E. hemixantha (Cockerell, 1914)
- E. hyphesmoides (Michener, 1965)
- E. inconspicua (Cockerell, 1913)
- E. latissima (Cockerell, 1914)
- E. leonora (Exley, 1998)
- E. lobata Exley, 2001
- E. loorea Exley, 2004
- E. lucida Exley, 2002
- E. lutea (Rayment, 1934)
- E. macrayae (Exley, 1998)
- E. maculifera (Michener, 1965)
- E. malaris (Michener, 1965)
- E. maura (Cockerell, 1927)
- E. meeka (Exley, 1998)
- E. melanosoma (Cockerell, 1914)
- E. morrisoni (Houston, 1992)
- E. nalbarra (Exley, 1998)
- E. neglectula (Cockerell, 1905)
- E. newmanensis (Exley, 1998)
- E. nitidifrons (Smith, 1879)
- E. nubifera (Cockerell, 1922)

- E. palpalis (Michener, 1965)
- E. pantoni (Exley, 1998)
- E. perditiformis (Cockerell, 1910)
- E. perkinsi (Michener, 1965)
- E. pernana (Cockerell, 1905)
- E. platyrhina (Cockerell, 1915)
- E. rainbowi (Cockerell, 1929)
- E. ricae (Rayment, 1948)
- E. ridens (Cockerell, 1913)
- E. rufiventris (Michener, 1965)
- E. scoparia (Exley, 1998)
- E. semaphore (Houston, 1992)
- E. serrata (Cockerell, 1927)
- E. spinola Exley, 2001
- E. sturtiensis (Exley, 1998)
- E. subinconspicua (Rayment, 1934)
- E. sulcata (Exley, 1998)
- E. sybilae Exley, 2001
- E. symmetra (Exley, 1998)
- E. tarsata (Alfken, 1907)
- E. tasmanica (Cockerell, 1918)
- E. thala Exley, 2002
- E. tuberculata (Rayment, 1939)
- E. tuberculipes (Michener, 1965)
- E. tubulifera (Houston, 1983)
- E. undeneya Exley, 2002
- E. undulata (Cockerell, 1914)
- E. viridescens Exley, 2001
- E. wahlenbergiae (Michener, 1965)
- E. walkeri (Exley, 1998)
- E. walkeriana (Cockerell, 1905)
- E. wiluna (Exley, 1998)
- E. wowine Exley, 2002
- E. xana Exley, 2001
- E. yeatsi Exley, 2002
- E. yellowdinensis (Exley, 1998)